# Barnet (Vermont)
Barnet es un pueblo ubicado en el condado de Caledonia en el estado estadounidense de Vermont. En el año 2010 tenía una población de 1708 habitantes y una densidad poblacional de 15,13 personas por km².

## Geografía
Barnet se encuentra ubicado en las coordenadas 44°18′29″N 72°5′0″O / 44.30806, -72.08333.

## Demografía
Según la Oficina del Censo en 2000 los ingresos medios por hogar en la localidad eran de $36,089 y los ingresos medios por familia eran $43,403. Los hombres tenían unos ingresos medios de $32,768 frente a los $23,173 para las mujeres. La renta per cápita para la localidad era de $17,690. Alrededor del 12.1% de la población estaban por debajo del umbral de pobreza.